# NGC 792
NGC 792 is een lensvormig sterrenstelsel in het sterrenbeeld Ram. Het hemelobject werd in 1828 ontdekt door de Britse astronoom John Herschel.

## Synoniemen
- PGC 7744
- UGC 1517
- MCG 2-6-15
- ZWG 438.14
- IRAS01595+1528